# デア・ライト
デア・ライト(Dare Wright, 1914年12月3日 - 2001年1月25日) は、カナダ系アメリカ人の児童文学作家、モデル、写真家である。彼女は、1957年に発行された児童向け書籍『小さなお人形の物語』でよく知られている。

## 来歴
デア・ライトは、カナダオンタリオ州のヴォーン市ソーンヒル地区で生まれ、子ども時代をアメリカ合衆国オハイオ州のクリーブランドで過ごした。デア・ライトの両親は、彼女がまだ小さいときに離婚した。彼女の兄であるブレーン・ライトは、ニューヨークで活躍していた映画批評家の父親、アイヴァン・ライトともに生活することになった一方、彼女はポートレート写真家であった母親・エディス・スティーヴンソン・ライトのもとで育てられることになった。二人の兄妹は、デア・ライトが20代にニューヨーク市に引っ越してくるまで再会することはなかった。デア・ライトは、その人格形成期を、オハイオ州のクリーヴランドハイツで過ごした。
1933年、デア・ライトは、オハイオ州シェイカーハイツにある女子高・ローレル高校を、クラストップの成績で卒業。1935年に、アメリカン・アカデミー・オブ・ドラマティック・アーツに通うため、ニューヨークに引っ越した。この時、彼女は、『プライドと偏見』に登場するメイドという小さな役にキャスティングされている。『プライドと偏見』は、ワシントンD.C.およびブロードウェイ・シアターで上演されている。

## 作品
1957年、デア・ライトは、第1写真集のために、自身の子ども時代についての写真を撮った。彼女はこの写真集の中で、ニューヨークの玩具店FAO主ワルツで買った、2匹のテディベアと一緒にいるen:Lenci dollレンチドールのエディスを撮影している。この第1写真集は、児童向けの書籍『小さなお人形の物語』として出版された。 
『小さなお人形の物語』は、児童書として、ニューヨーク・タイムズのベストセラーリストに選ばれた。また、2010年11月には、イギリスのガーディアン紙が,『小さなお人形の物語』を史上最も偉大な絵本ベスト10に選出した。
『小さなお人形の物語』の後、18の別の物語が続いて世に出されているが、それらは長年絶版になっていた。1998年にそれらが復刊され、デア・ライトを新たな世代の読者に紹介することになった。
デア・ライトによって世に出された、別の児童向け写真絵本『ロナ：妖精物語（Lona: A Fairy Tale)』は、彼女自身が、妖精の姫に扮した写真が掲載されている点がその特徴である。この写真絵本では、デア・ライト演ずる妖精のキャラクターが、邪悪な魔女によって人形サイズに「変えられてしまった」と読者に思い込ませるために、彼女と同じ衣装を身に着けた別の人形が用いられている。
デア・ライトの死後、彼女の幼少期の人形が登場する『本物にして（Make Me Real）』と、ライトの唯一の大人向け写真集『1950年代のオクラコーク』が、出版された。
2012年、デア・ライトの写真が、はじめて、フレッド・トーレス・コラボレーションによって、展示された。

## 人生
- デア・ライトは、大人になった後も、母親と親密な関係を維持していた。彼女は、生涯の間、何度もプロポーズを受けていたが、結婚することはなかった。[7] 彼女は、兄のブレーン・ライトに対しても良い関係を保っていたが、彼女の母親は兄を遠ざけていた。[8], デア・ライトの母親は1975年に他界した。また、兄のブレーン・ライトも1985年に他界している。 [9]

- 1995年5月、デア・ライトは呼吸器不全に陥り、ルーズベルト島のゴールドウォーター病院に入院した。[10]彼女は、2001年1月25日に86歳で亡くなるまで、同病院で、5年半にわたる入院生活を送った。

## 文献
- The Lonely Doll. Doubleday, (1957) - Kirkus Star recipient "will be pet of the nursery"[11]
- デア・ライト『小さなお人形の物語』ポプラ社、2010年9月。ISBN 9784591120712。
- Holiday for Edith and the Bears. Doubleday, (1958)
- The Little One. Doubleday, (1959)
- The Doll and the Kitten. Doubleday, (1960)
- De vakantie van Liesbet en de beren. Den Haag, Breughel [1960].
- Date with London. Random House, (1961)
- The Lonely Doll Learns a Lesson. Doubleday, (1961)
- Lona, a Fairy Tale. Random House, (1963)
- Edith and Mr. Bear. Random House, (1964)
- Take Me Home. Random House, (1965)
- A Gift from the Lonely Doll. Random House, (1966)
- Look at a Gull. Random House, (1967) - "Against striking full-page photographs focused on descriptive and dramatic essentials, a gull tells the story of his life. As the simple rhythmic text takes over, the reader sheds his distrust of the method of telling and his assumed identity becomes quite natural....Come fly away with me somewhere between nature study and poetry."[12]
- Edith and Big Bad Bill. Random House, (1968)
- Look at a Colt. Random House, (1969)
- The Kitten's Little Boy. Four Winds Press, (1971)
- Edith and Little Bear Lend a Hand. Random House, (1972) - "Fans of Edith and her ursine companions may find them adorable in beads and fringe and miniature picket signs, but we'd prefer our ecology lessons with more substance and less fancy wrapping."[13]
- Look at a Calf. Random House, (1974)
- Look at a Kitten. Random House, (1975)
- Edith and Midnight. Doubleday, (1978)
- Edith and the Duckling. Doubleday, (1981)

### 生前に出版された書籍
- The Lonely Doll. Doubleday, (2013) First time issued in paperback.[14]
- Holiday for Edith and the Bears. Dare Wright Media (2013)
- The Doll and the Kitten. Dare Wright Media (2013)
- Lona a Fairy Tale. Dare Wright Media (2013)
- Edith and the Duckling. Dare Wright Media (2013)
- Edith and Midnight. Dare Wright Media (2013)
- Edith and Mr. Bear. Dare Wright Media (2013)
- A Gift from the Lonely Doll. Dare Wright Media (2013) - "Wright's signature b&w photographs evoke a voyeuristic feel."[15]
- The Lonely Doll Learns a Lesson. Dare Wright Media (2013)

### 死後に出版された書籍
- Make Me Real. Xlibris. (2007) (自費出版)
- Ocracoke in the Fifties. John F. Blair, (2006)

## 参照